# Josip Županov
Josip Županov (Srednje Selo na Šolti, 14. rujna 1923. – Zagreb, 12. studenog 2004.) bio je hrvatski sociolog i akademik.

## Životopis
Josip Županov rodio se na Šolti 1923. gdje je završio osnovnu školu, a u Splitu završio klasičnu gimnaziju, dok je u Zagrebu diplomirao na Pravnom fakultetu. Kao stipendist Fordove fundacije studirao na sveučilištu Cornell 1960., a 1965. doktorira na Sveučilištu u Ljubljani iz društveno-političkih znanosti.:299
1950. počinje raditi u Beogradu na Višoj političkoj školi, no 1951. postaje glavni urednik izdavačke kuće Naprijed, a u razdoblju 1956. – 1962. zaposlen je u Institutu za društveno upravljanje. Od 1963. zaposlio se na Ekonomskom fakultetu u Zagrebu, gdje je 1968. izabran za izvenrednog profesora, a 1973. dobiva zvanje redovitog profesora na tom fakultetu i na Fakutetu političkih znanosti. Na Fakultetu političkih znanosti predavao je sociologiju radne organizcije i opću sociologiju. 1979. izabran je za člana suradnika JAZU-a, o od 1991. do smrti bio je redoviti član HAZU-a, a 1993. dobiva titulu profesora emeritusa.:299

## Znanstveni rad
Akademik Županov predavao je na poslijediplomskim studijima na Ekonomskom fakultetu u Zagrebu, Fakultetu političkih znanosti te na Fakulteti za družbene vede u Ljubljani. Sudjelovao je i vodio nekoliko društvenih istraživanja u Hrvatskoj.:299–300
U hrvatskoj je sociologiji poznat po terminu Egalitarni sindrom kako bi objasnio stanje u hrvatskom društvu tijekom komunističkoj razdoblja te kaže da ga karakteriziraju sljedeće komponente:
- Perspektiva ograničenog dobra – vrijedost pojedinih stvari imaju pozitivnu vrijednost; Ono što A dobiva, to B gubi
- Norma egalitarne raspodjele plaće – norma koja je u vrijeme samoupravnog socijalizma glasila ovako: "Ti nesmiješ dobiti previše, bez obzira na tvoju produktivnost"
- Redistributivna etika – etika koja se dijeli na akvizitivnu i redistributivnu. Akvizitivna etika je etika stjecanja profita, dok redistributivna etika nalaže da se profit podijeli s onima koji nemaju ništa
- Antipoduzetnički stav – negativan stav prema poduzetništvu
- Opsesija o privatniku – negativan stav prema privatnom privređivanju
- Intelektualna uravnilovka – vjerovanje da su ljudske sposobnosti kod svih jednake
- Antiprofesionalizam – negativan stav prema stručnom znanju
- Antiintelektualizam – negativn stav prema intelektualnom i fizičkom radu

## Popis djela
- Samoupravljanje i društvena moć (1969.)
- Sociologija i samoupravljanje (1977.)
- Marginalije o društvenoj krizi (1983.)
- Poslije potopa (1995.)
- Zaboravljeni rat: sociologija jednog sjećanja (1998.)
- Od komunističkog pakla do divljeg kapitalizma: odabrane rasprave i eseji (1995. – 2001.)  (2002.)

Izvor: Hrvatska enciklopedija

## Vanjske poveznice
- Profil na stranici HAZU-a